# نحن نساء أفغانيات
نحن نساء أفغانيات: أصوات الأمل هو كتاب واقعي صدر عام 2016 عن حقوق المرأة في أفغانستان. وقد نشره معهد جورج دبليو بوش في مركز جورج بوش الرئاسي، بمقدمة كتبتها السيدة الأولى السابقة لورا بوش.

## المحتوى
مقدمة الكتاب كتبتها السيدة الأولى السابقة لورا بوش. الكتاب عبارة عن مجموعة من قصص حياة المرأة الأفغانية. يدور الكتاب حول هؤلاء النساء الأفغانيات المصممات اللاتي يتحدين الصعاب لقيادة أفغانستان إلى مستقبل أفضل.